# 灰樹花
灰樹花（学名：Grifola frondosa），又名舞菇、贝叶多孔菌、云蕈、栗子蘑、栗蘑、千佛菌、莲花菌、甜瓜板、奇果菌、叶奇果菌，日本《今昔物語集》中记载野生灰树花有轻微毒性，使用后毒性发作时人会手舞足蹈，故日文中称舞菇为舞茸，是一种产于北美和日本东北部的食用菌。它的顶端类似于波纹而没有菌伞，通常集簇长在橡树的根部，看起来像一群飞舞的蝴蝶。舞菇最重可达到20千克，因此有“蘑菇之王”之称。
舞菇易与其他类似的蘑菇相混淆，如硫色绚孔菌（Laetiporus sulphureus）。中医和日本医药认为它可以有助于调节身体平衡。多数人喜爱它的味道，但是也有人有过敏反应。
在21世記初已被商業種植。

## 形态
舞菇的地下部分为管状结构，大小如马铃薯一般。顶端菌盖簇直径可达到60厘米，由大量扇形或匙形灰褐色短柄组成，每个波状边缘的菌盖直径为2－7厘米。在每个菌盖下的菌管表面上，每毫米约有2到3个管口，一般不低於3毫米。乳白色或淡黄色蕈柄呈分叉状，成熟时蕈柄表面会变粗糙。

## 品種
櫻花雪茸為珍稀不易栽培之白色品種，又名白舞菇(White Maitake Mushroom)、雪舞茸，是由台灣工研院林俊義資深特聘研究員收集全世界許多品種，並在其栽培過程產生之變異中，選育馴化具有抗腫瘤功效之優良白色品系。其以特有之鋸木屑配方作為栽培基質，可提高產量及品質，經多年探討，本菇種之菌絲培育及出菇所需之環境因素包括溫度、濕度、二氧化碳及出菇逆境處理，已能穩定生產子實體。櫻花雪茸之菌種不能在試管內次代培養太多次，一般次代培養3~4次後菌種即會弱化，須由新鮮栽培庫房中選拔優良之白舞菇子實體分離菌絲，再經由菌種三級制度（包括：原原種、原種及栽培種）擴種。
櫻花雪茸具有抗癌、可增強免疫力的成分，但生長環境條件嚴苛，一般生長在海拔1,500公尺以上、溫度攝氏16度左右的高山，過往僅生長於中國大陸、日本山區，光是野生產量就十分稀少，想要大量生產更是一項挑戰。
傳統栽培櫻花雪茸因環境氣候調控不易，但凡菌絲在尚未形成足夠強壯的族群前，只要一點點環境變異，就會造成整個菌絲群壞死。加上目前業界僅能以太空包栽培方式出菇，而太空包栽培過程難以採用機械定位抓取，也造成接菌、搔菌的過程中需仰賴大量的人力。種種原因使得櫻花雪茸產業化的難度相當高。

## 成分
舞菇富含锌、钾、钙和锰等矿物质、多种维生素（B2、D2和烟酸）、纤维素和多种氨基酸。1980年代，人们发现舞菇的主要活跃成分可以增强免疫系统，是一种多孔菌目中特有的成分——蛋白质链接的多糖化合物β-葡聚糖。

## 烹调方法

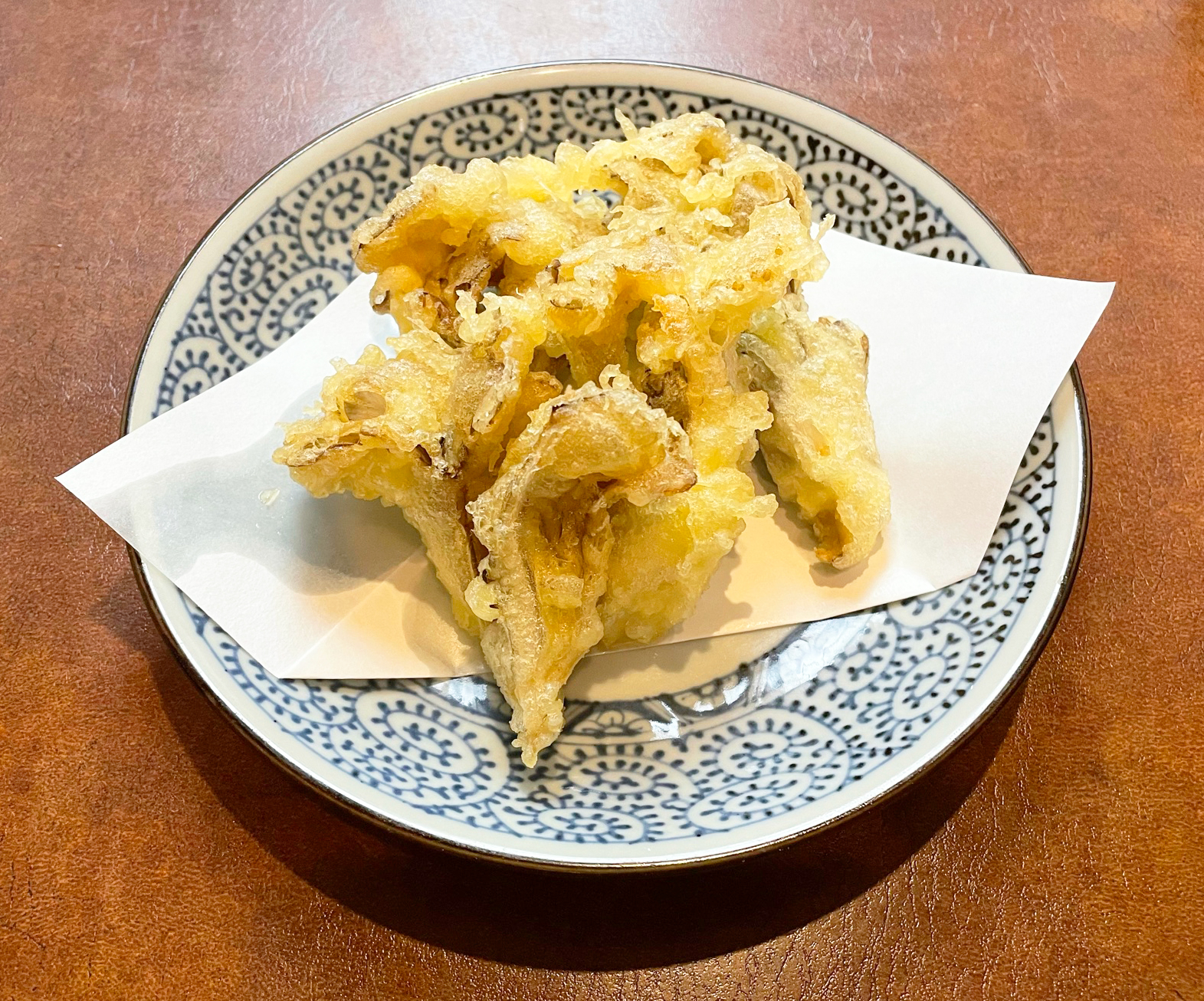
天婦羅

舞菇味道鲜美，是炒菜的一味好材料。但是因为生长于树的根部，需要专门洗净才可以入菜。可以先用食用油爆香葱和薑，再把切成小块的菇伴在一起炒。注意一定要炒熟。
在日本，舞菇是日式火锅中的一味主料。

## 作用机理
舞菇的提取物可被用於预防癌症，原因是其能激发多种与抗癌相关的效应细胞和物质，如巨噬细胞（分泌白细胞介素-1）、自然杀伤细胞、T细胞、超氧离子。

## 外部連結
- （英文）AmericanMushrooms.com - Best Edible Wild Mushrooms （页面存档备份，存于）
- （英文）Independent Medicinal Research Database on Maitake Mushrooms
- 珍稀保健菇類—白舞菇之功效及其自動化量產技術 （页面存档备份，存于）
- 【新農業】平地成功培育高山舞菇 人力大減六成 （页面存档备份，存于）